# Stenophylax clavatus
Stenophylax clavatus là một loài Trichoptera trong họ Limnephilidae. Chúng phân bố ở miền Cổ bắc.